# Zentralinstitut für Physikalische Chemie

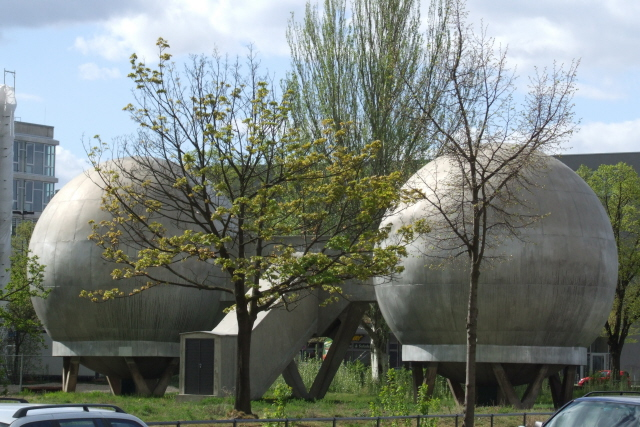
Die isothermischen Kugellabore in Berlin-Adlershof

Das Zentralinstitut für Physikalische Chemie (ZIPC) war ein Institut für physikalische Chemie und gehörte zur Akademie der Wissenschaften der DDR (AdW) in Berlin-Adlershof. Es entstand 1968 durch Umstrukturierung innerhalb der Akademie (Akademiereform), im Wesentlichen durch Eingliederung kleinerer Institute und selbstständiger Forschungseinheiten. Das ZIPC hatte 1990 rund 750 Mitarbeiter.
Am 31. Dezember 1991 erfolgte die Abwicklung des ZIPC gemäß Einigungsvertrag, Artikel 38, Absatz 3. Sämtlichen Mitarbeitern wurde fristlos gekündigt.
Die Gebäude des Instituts einschließlich des Hallenlabors für kleintechnische Versuche wurden abgerissen. Die Isothermischen Kugellabore (im Berliner Volksmund „Adlershofer Busen“ genannt) stehen unter Denkmalschutz und bleiben als Baudenkmal an der Rudower Chaussee erhalten.

## Geschichte
Mitte der 1950er Jahre stand die Deutsche Akademie der Wissenschaften zu Berlin (DAW), wie sie zu dieser Zeit noch hieß, vor der Aufgabe, für die Entwicklung der Volkswirtschaft der DDR benötigte Forschungskapazitäten aufzubauen. Hieraus erwuchs zunächst die Entscheidung, das 1951 in Rostock gegründete Institut für Katalyseforschung (KF) auszubauen und ein Institut für Physikalische Chemie zu gründen.
Bereits 1949 war der Akademie das Gelände in Adlershof zugesprochen worden. Erste Gespräche zum Bau des Instituts und zur Infrastruktur fanden 1956 in Moskau mit dem Physikochemiker Peter Adolf Thiessen und dem verantwortlichen Architekten Horst Welser statt. 1957 erfolgte die Gründung durch Peter Adolf Thiessen, der das Institut bis 1964 als Direktor leitete. 1959 erfolgte zusätzlich eine Trennung der Forschungsbereiche zwischen dem Institut für organische Katalyseforschung in Rostock und einem Institut für anorganische Katalyseforschung in Berlin-Adlershof.
Mit der Bildung der Forschungsgemeinschaft der Institute der DAW wurde 1957 das Gelände zur weiteren Bebauung mit Forschungseinrichtungen freigegeben.

## Aufgaben
Hauptgegenstand der Forschungsarbeiten in den Wissenschaftsbereichen des Zentralinstituts waren grundlegende physikalisch-chemische Probleme von Reaktionen und Prozessen, vor allem an Grenzflächen und dispersen Systemen, unter Berücksichtigung von Aktivierungs- und Transportvorgängen. Im Analytischen Zentrum wurden analytische Methoden entwickelt und aufgabenbezogen angewandt. Ein besonderer Schwerpunkt waren Umweltprobleme.
Es wurden:
- Forschungsaufträge übernommen,
- Gutachten, Studien und Projekte erarbeitet,
- Beratungen, Analysen und Testungen durchgeführt

sowie
- Lizenzen und Know-how

vergeben.

## Wissenschaftsbereiche
Bereich Theoretische Chemie (TC)
- Molekulare Wechselwirkungen
- Dissipative Strukturen
- Computerchemie

Bereich Festkörperreaktivität (FR)
- Physikalisch-chemische Grundlagen der Werkstoffforschung
- Tribochemie, Tribologie, Festkörperchemie, Kolloidchemie
- Röntgenbeugung, Thermoanalyse, elektrochemische und metallografische Methoden, Ellipsometrie, CVD
- Magneto- und Elektrorheologie, Gel-Engineering von Oxidkeramik

Bereich Katalyse (K)
- Beiträge zu den Grundlagen der heterogenen Katalyse für ausgewählte Katalysatorsysteme und Reaktionen
- Beiträge zur Entwicklung neuer Katalysatoren unter besonderer Berücksichtigung von Molekularsieben
- Modellierung des Zusammenspiels von katalytischer Reaktion und Stoff- und Wärmetransportprozessen im Katalysator
- Multifunktionskatalysatoren, Metallkatalysatoren, Molsiebe

Bereich Plasma- und Laserchemie (PLC)
- Chemische Reaktionen mittels Plasmen und Lasern
- Plasmatrone, Stoßwellenrohr, UV-,IR-Laser, Diagnostik
- Modellierung chemischer Reaktionen mittels thermodynamischer und kinetischer Parameter

Bereich Grundlagen der Adsorption (GA)
- Synthese, Charakterisierung und Modifizierung mikroporöser Adsorbentien, speziell von Zeolithen
- Optimierung von Adsorbentien im Umweltschutz
- Mathematische Modellierung von Adsorbern
- Technologievorschläge zur Stofftrennung
- Untersuchung der Gleichgewichts- und Nichtgleichgewichtsadsorption von Einzel-Stoffen und Gemischen
- Quantenchemische Ab-Initio-Methoden und molekular-statistische Rechnungen
- Quantenchemische Berechnung der Acidität und Hydrophobizität  von Adsorbenzien und Katalysatoren

Bereich Umwelttechnologie, Forschung und Beratung (UFOB)
- Hydrogenolytisches Recycling von Trichlorbenzol-Lindan-Rückständen (Pflanzenschutzmittel-Rückstände)
- Synthese von Zeolithen A,X,Y aus Kaolinen
- Elektrochemische Entsalzung und Trocknung von Mauerwerk
- A-Kohleuntersuchung
- Herstellung von Edel-Energie-Trägern zur Senkung der Kohlendioxid-Emission
- Hochkarätiger Vergaserkraftstoff

Analytisches Zentrum (AZ)
- Qualitative und quantitative Analyse, Substanzidentifizierung, Strukturanalytik, Oberflächenanalytik
- Umweltanalytik, Modellierung und Simulation der Inhaltsstoffe in Oberflächengewässern
- Katalysatorforschung (Molsiebe, Zeolithe, Kohle)
- Materialwissenschaften, High-Tech-Materialien, Sensortestung und Entwicklung, Hygrometertestung und -Kalibrierung
- Kinetik und Dynamik von thermischen und photochemischen Relaxationsprozessen sowie von Oberflächenphänomenen
- Struktur-Eigenschaftsbeziehungen organischer Moleküle[2]

## Personen
- Gründer und erster Direktor des Instituts für physikalische Chemie seit 1957: Akademiemitglied Peter Adolf Thiessen
- Direktor des Zentralinstituts für physikalische Chemie (ZIPC) von 1964 bis 1985: Akademiemitglied  Wolfgang Schirmer
- Hans Joachim Spangenberg, zeitweise stellvertretender Direktor
- Direktor  des ZIPC von 1985 bis Mai 1990: Akademiemitglied Gerhard Öhlmann

Ab Juni 1990 stand an der Spitze des ZIPC ein Direktorium aus den Leitern der Forschungsbereiche:
- Lutz Zülicke, Geschäftsführender Direktor, Leiter Theoretische Chemie (TC)
- Karsten Peter Thiessen, Stellvertretender geschäftsführender Direktor, Leiter Festkörperreaktivität (FR)
- Heiner Lieske, Leiter Katalyse (K)
- Hans Joachim Spangenberg, Leiter Plasma- und Laserchemie (PLC)
- Jürgen Caro, Leiter Grundlagen der Adsorption (GA)
- Jürgen Scheve, Leiter Umwelttechnologie, Forschung und Beratung (UFOB)
- Klaus Richter, Leiter Analytisches Zentrum (AZ)

Die spätere Bundeskanzlerin Angela Merkel war bis Anfang 1990 wissenschaftliche Mitarbeiterin im Bereich Theoretische Chemie des ZIPC.
Klaus Ulbricht, von 1992 bis 2006 Bezirksbürgermeister von Köpenick und Treptow-Köpenick, war Abteilungsleiter im Analytischen Zentrum des ZIPC.